# Сюциці
Сюциці (пол. Siucice) — село в Польщі, у гміні Александрув Пйотрковського повіту Лодзинського воєводства.
Населення — 171 особа (2011).
У 1975—1998 роках село належало до Пйотрковського воєводства.

## Демографія
Демографічна структура станом на 31 березня 2011 року:
|          | Загалом | Допрацездатний вік | Працездатний вік | Постпрацездатний вік |
| -------- | ------- | ------------------ | ---------------- | -------------------- |
| Чоловіки | 87      | 14                 | 61               | 12                   |
| Жінки    | 84      | 15                 | 37               | 32                   |
| Разом    | 171     | 29                 | 98               | 44                   |